# 九魂の久遠
『九魂の久遠』（くこんのクオン、英題：Umbraclaw）は、インティ・クリエイツより2024年5月30日に発売されたNintendo Switch・PlayStation 5・PlayStation 4・Xbox One・Xbox Series X/S・PC (Steam) 用の2D横スクロールアクションゲーム。
同社のタイトル『ブラスターマスター ゼロ』シリーズを手掛けた西沢智がディレクターを務めている。
死によって冥界に堕ちたネコのクオンが現世にいる飼い主のもとへ戻るための冒険が描かれる。作中のグラフィックは切り絵のようなタッチで描かれている。
Nintendo Switch版およびPlayStation 5版は、設定資料集、サウンドトラック、アクリルキーホルダーが付属する限定版パッケージが販売された。

## システム
ゲームモードは、ゲームオーバーにならない「永魂モード」、ゲームオーバー時に直前のステージから再開される「反魂モード」、ゲームオーバー時に章の最初から再開される「九魂モード」の3つがある。
クオンは初期状態の「幼魔（ようま）形態」では攻撃手段がなく、ジャンプからの壁登りや隠された通路の通過、敵や敵の攻撃をすり抜ける「シャドウスルー」といったアクションを行う。ボス戦でシャドウスルーを行い敵の攻撃をすり抜けると「ヒスイゲージ」が上昇し、最大に達すると大技の「フェイタルスタンプ」を発動させて大ダメージを与えることができる。
幼魔形態のクオンは1度ダメージを受けただけで死んでしまうが、その直後、動物の魂を取り込む力「アニマリヴァイヴ」により復活し、新たな攻撃・防御の手段や多段ジャンプなどのスキルを得た状態でゲームが再開される。どの動物のスキルを得られるかはクオンの死因の種類に関係しており、様々な死を経験するほどクオンの能力が追加されていく。
アニマリヴァイヴを繰り返すことによりクオンは獣人の姿をした「業魔（ごうま）形態」に変身し、体力が増加して強力な近接攻撃ができるようになる一方で、シャドウスルーや隠し通路が利用できなくなる。また、9回目のアニマリヴァイヴを行う「九魂」に到達するとクオンは最終形態「九魂逢魔（おうま）形態」に変身し、通常の敵を全て一撃で倒せるようになるなど圧倒的な強さを得るが、この形態で死ぬと復活できずにゲームオーバーとなる（永魂モードを除く）。
ステージ内の特定の場所（マーキングポイント）をチェックしたり敵を倒したりすることで「ホープポイント（希望の欠片）」が得られる。この数値はメニュー画面でのクオンの能力強化時に消費されるほか、業魔形態への変身をキャンセルし幼魔形態を保つ際にも用いられる。
ゲームの進め方などによってエンディングが変化するマルチエンディングとなっている。

## 登場キャラクター

### メインキャラクター
クオン
声 - 河村梨恵（業魔形態）
主人公。死によって冥界に堕ちたネコ。飼い主のいる現世につながる「冥界の門」を開くため冥界での探索を行う。
ツクモ
声 - 夏吉ゆうこ
クオンの現世での飼い主。10代。幼少の頃にクオンを拾い、共に暮らしてきた。私生活があまり上手くいっておらず、クオンを心の支えにしている。

### ボスキャラクター

#### 妖魔獣人
「妖魔獣人」はクオンと同じく死後に冥界に堕ちた動物が獣人化したもので、第一章「伍魂の獣人」の各ステージのボスとして登場する。
ガルベストン
声 - 山中真尋
ステージ「濁流樹海」のボス。ホオジロザメの獣人。
現世では大勢の人間を食い殺したことで駆除され、冥界では妖魔を食らっていたがその味に満足できず、人間を再び味わいたいと現世への帰還を目論む。
アリス
声 - 若山詩音
ステージ「巨岩平原」のボス。ウサギの獣人。
生前の飼い主の人間と深い愛情で結ばれていると思い込み、現世で自身を待っているはずの飼い主のもとへ帰還することを望んでいるが、その目や耳、脚などには生前に虐待を受けた傷跡が残されている。
スチュワート
声 - 戸谷菊之介
ステージ「啼鳥の魔窟」のボス。コトドリの獣人。
生前から鳴きまねが得意だったが、妖魔獣人となったことで鳴きまねした対象の実体化が可能となり、その能力を用いて冥界で暴れることに愉悦を覚えている。
ムメイ
声 - 土屋李央
ステージ「妖泉郷」のボス。ヨロイトカゲの魂を取り込んだ獣人。
戦闘能力は高くなく、冥界で妖魔たちに襲われるなど過酷な環境が続いたことで臆病になっており、クオンに対しても自身を殺しに来たと思い込んでいる。
ロック
声 - 佐藤元
柴犬の獣人。複数回戦うことになる。
クオンと同じく飼い主のもとへの帰還を目指しており、クオンよりも先に実現しようと戦いを挑んでくる。

#### 四神妖
「四神妖（ししんよう）」は、冥界の禁足地を統べる4体の大妖魔で、現世と繋がっている「冥界の門」を開放するために必要な魂「乾魂魄（けんこんぱく）」を所持している。第二章「四神妖の乾魂魄」の各ステージのボスとして登場する。
ナヴィエ
声 - 塚田悠衣
ステージ「東の大河」のボス。
自身の体液で大河を形成し冥界の妖魔に恵みをもたらしている。戦闘では、自身が生んだ卵から孵化した幼体を攻撃に利用するという非情さを見せる。
シュレーディンガー
声 - 武虎
ステージ「西の蒼穹（そら）」のボス。
現世から冥界に堕ちたホワイトタイガーの獣人だが、その戦闘力の高さから四神妖の地位についた。現世に戻るつもりはなく、冥界での日常を楽しんでいる。
ジョルジュ
声 - 松嶋潤
ステージ「南の奈落」のボス。
フェニックスのように火山の火口に飛び込み死と誕生を繰り返す妖鳥で、蘇るごとにその強さが増していく。
ハーランド
声 - 金村明日香
ステージ「北の氷塔」のボス。
長寿で知識が豊富な一方、若作りする洒落っ気も見せる。戦闘時には飛行形態に姿を変える。

#### その他
クラウディオス
声 - kayto
ステージ「混沌の空間」のボスであり本作の最終ボス。
「語り部」としてナレーションを担当していたが、正体はかつて妖魔を率いて現世へ侵略しようとしたところを何者かに現世と冥界の狭間の空間に封じこめられた冥界の支配者。
死んで間もないクオンや妖魔獣人達に「冥界の門を潜れば現世へ帰れる」と吹き込んでその様子を愉しむようになり、最終的に空間に迷い込んだクオンを待ち受ける。
雷獣ガンヴォルト
声 - 石川界人
『蒼き雷霆 ガンヴォルト 鎖環』からのゲストキャラクター。本編を1周クリアした後のプレイ時にボスとして登場する。2024年6月27日配信のアップデートで追加された。
『鎖環』のボスであるメビウスとの戦闘中に「無限の星詠（アストラルオーダー）」の選択によって異世界に飛ばされ、クオンと出会う。通常時は『鎖環』のパートナーであるきりんにより封印された青い獣の姿だが、異世界への転移により封印の影響が薄れ、元の人間の姿にも変化する。